# Dietrich Seibt
Dietrich Seibt (* 10. Juni 1938 in Ebersbach/Sachsen) ist ein deutscher Wirtschaftswissenschaftler. Er war Professor der Betriebswirtschaftslehre und der Betriebsinformatik an der Universität Essen und der Wirtschaftsinformatik an der Universität zu Köln.

## Werdegang
Seibt studierte 1961 – 1965 Betriebswirtschaftslehre an der Universität zu Köln. Ab 1966 arbeitete er als Wissenschaftlicher Mitarbeiter am BIFOA Betriebswirtschaftliches Institut für Organisation und Automation an der Universität zu Köln und promovierte 1970 mit einer Arbeit über die Organisation von Software-Systemen (Seibt 1972).
Auf Basis der von N. Szyperski entwickelten Forschungsstrategie „Forschung durch Entwicklung“ wurde Seibt mit der Leitung des Pilotprojektes ISAS beauftragt, das im Zeitraum 1972–1975 weitgehend vom Bundesministerium für Bildung und Wissenschaft finanziert wurde. In diesem Pilotprojekt wurde das System ISAS „Informationssystem für die Administrative Steuerung“ entwickelt und integriert. ISAS-Partner waren das Unternehmen Chemische Werke Hüls AG und das Unternehmen Mathematische Beratungs- und Programmierungsdienst-GmbH, Dortmund. Im Pilotprojekt wurden vier computergestützte Teilsysteme für die Absatzplanung, für die Produktionsplanung und für die Betriebsergebnisplanung/Teilkostendeckungsrechnung der Chemische Werke Hüls AG entwickelt und organisatorisch sowie technisch integriert. Die erarbeiteten Systeme und Forschungsergebnisse wurden in vielen Veröffentlichungen und Fachseminaren verbreitet und in der Unternehmenspraxis intensiv genutzt.
Im Jahre 1976 erhielt Seibt den Ruf als Professor für Betriebswirtschaftslehre und Betriebsinformatik an der Universität Essen. Parallel war er als Lehrbeauftragter an der Universität Köln tätig. Im Jahre 1990 wurde er als Professor für Wirtschaftsinformatik und Informationsmanagement an der Universität zu Köln berufen. Im gleichen Jahr ernannte das Präsidium des BIFOA-Fördervereins Seibt zum Geschäftsführenden Direktor des BIFOA. Fünf Jahre lang war Seibt Geschäftsführender Direktor des BIFOA. Das Institut wurde Ende 1995 geschlossen.
Als Professor für Wirtschaftsinformatik und Informationsmanagement hat Seibt ab 1990 zusammen mit seinen Kollegen Ulrich Derigs und Werner Mellis den im Grundstudium und Hauptstudium stattfindenden Studiengang Wirtschaftsinformatik an der Universität zu Köln aufgebaut und bis zu seiner Emeritierung im Jahre 2003 getragen.

## Forschungsschwerpunkte
- Systemanalyse, Problemanalyse und Programmierung, Wirtschaftlichkeit von Programmiersprachen, Organisation der Software-Entwicklung, Datenverarbeitungs-Management, Datenverarbeitungs-Aus- und Weiterbildung.
- Computergestützte Management-Informationssysteme, Anwendungssysteme und Informationssysteme; Informationsmanagement.
- Multimediales Lernen und virtuelles Lernen in mobilen Lernprozessen, Entwicklung und Betrieb von Lernplattformen, Lerner-gesteuertes E-Learning

## Wissenschaftliche Veröffentlichungen (Auswahl)
- Ausbildung und Fortbildung in der Automatisierten Datenverarbeitung. Eine Gesamtkonzeption. Mit E. Grochla und N. Szyperski. Oldenburg, München-Wien 1970
- Organisation von Software-Systemen. Betriebswirtschaftlich-organisatorische Analyse der Software-Entwicklung. Gabler, Wiesbaden 1972.
- Erfahrungen mit der Strategie „Forschung durch Entwicklung“ in Pilotprojekten des Bereichs „Rechnergestützte Informationssysteme“. In: E. Frese, P. Schmitz und N. Szyperski, Hrsg.: Organisation, Planung, Informationssysteme. Stuttgart 1981, S. 301–335.
- Informationssystem-Architekturen. Überlegungen zur Gestaltung von technik-gestützten Informationssystemen für Unternehmungen. In: D. Müller-Böling, D. Seibt und U, Winand (Hrsg.): Innovations- und Technologiemanagement. Poeschel, Stuttgart 1991, S. 251–284.
- Methoden- und Computergestützte Personalplanung. Mit W. B. Mülder (2. Aufl.); Vieweg und Sohn, Braunschweig und Wiesbaden 1995.
- D. Seibt (Hrsg.): Kommunikation, Organisation und Management. Ergebnisse der BIFOA-Forschung. Vieweg und Sohn. Braunschweig und Wiesbaden 1995.
- Wertschöpfung mit Hilfe betrieblicher IKT-gestützter Lernprozesse in Unternehmen. In: Deutschland und seine Zukunft. H.J. Oppeland (Hrsg.): Innovation und Veränderung in Bildung, Forschung und Wirtschaft. Eul 2008, S. 654–689.
- Informationssysteme oder nur Anwendungssysteme. In: L.J. Heinrich (Hrsg.): Geschichte der Wirtschaftsinformatik. Entstehung und Entwicklung einer Wissenschaftsdisziplin. 2. Aufl., Springer, Berlin und Heidelberg 2012, S. 152–163.

| Personendaten    | Personendaten                        |
| ---------------- | ------------------------------------ |
| NAME             | Seibt, Dietrich                      |
| KURZBESCHREIBUNG | deutscher Wirtschaftswissenschaftler |
| GEBURTSDATUM     | 10. Juni 1938                        |
| GEBURTSORT       | Ebersbach/Sachsen                    |